# Republic P-47 Thunderbolt
Republic P-47 Thunderbolt var ett amerikanskt jaktflygplan som var US Army Air Forces (USAAF) huvudsakliga jaktplan under andra världskriget. 
Prototypen till planet, XP-47B, provflögs i maj 1941 och trots att det tycktes vara en imponerande skapelse hade planet också ett antal allvarliga problem, som måste lösas innan man började serieproduktionen och planet kunde insättas i aktiv tjänst vilket skedde i april 1943.
När Nazityskland började avfyra V-1 kryssningsrobotarna tog man inom USAAF (US Army Air Forces) beslutet att framställa en sprinter-version av P-47:an och den fick beteckningen P-47M. Av den framställdes 130 exemplar med en motor som hade effekten 2 800 hk. Maxhastigheten blev därigenom 756 km/h och stighastigheten ökade med 30 %. Dessa P-47M gavs endast till det 56:e kompaniet eftersom det endast var de som flög P-47:or i slutet av kriget. Några P-47:or gavs även som presenter till högt uppsatta män.
En sista version av planet var P-47N som var den största och tyngsta versionen som byggdes speciellt för striderna i Stilla havet. Anledningen var bland annat att man behövde längre aktionsradie och därför förlängdes vingarna med 56 cm och man fick därigenom plats för mera bränsle. Samtidigt steg startvikten till hela 9 390 kg.
Sammanlagt tillverkades nära 16 000 exemplar i olika varianter. Planet har omvittnats som utomordentligt stryktåligt och många av planen återvände efter sina uppdrag med åtskilliga träffar. Ett exempel på detta är en pilot som på låg höjd i Frankrike råkade krocka med en metallpåle, som skalade av cirka 40 cm av ena vingen. Piloten och planet tog sig tillbaka till sin bas i England. Ett annat exempel är en pilot som flög lågt över Tyskland och krockade med ett stort träd. Huven skrapades upp och propellerbladen böjdes bakåt. Trädet gick av på mitten, men flygplanet klarade sig och piloten flög den skadade P-47:an tillbaka till basen i England. 
Under perioden maj 1943 till augusti 1945 genomfördes nära 550 000 stridsuppdrag med planet. Därvid sköts 11 874 fientliga plan ned och cirka 9 000 järnvägsfordon och cirka 6 000 stridsvagnar och andra pansarfordon förstördes. Endast 0,7 % av P-47:orna förlorades i strid.
P-47:an var ingen sprinterhäst, som P-38:an, inte heller en framodlad ras som Spitfire utan P-47 var arbetshästen. P-47:an kunde ta otroligt mycket skada och ändå flyga hela vägen hem. Thunderbolt var inte heller ett litet plan. Det var ett av de största enmotoriga flygplanen under andra världskriget och en del piloter ogillade planet eftersom de tyckte att det var stort och klumpigt. När Thunderbolt kom till England flög de flesta skvadroner det. Men när P-51 Mustang anlände ville alla byta ut sina gamla flygplan mot en Mustang. Alla utom den 56:e skvadronen.
P-47:an spelade en viktig roll i andra världskriget, men blev ställd i skuggan av P-51 Mustang, som visserligen också var avgörande för andra världskriget, men den hade inte en lika stor roll som P-47:an. Det amerikanska flygarässet "Gabby" Gabreski sköt ned 28 tyska flygplan när han flög P-47.
En P-47 Thunderbolt, som skulle ha deltagit i en flyguppvisning, var ett av tre plan som lyfte från Republic Airport i Farmingdale, New York.
Planet störtade i jämnhöjd med 79:e gatan på Manhattan, New York, 28 maj 2016.

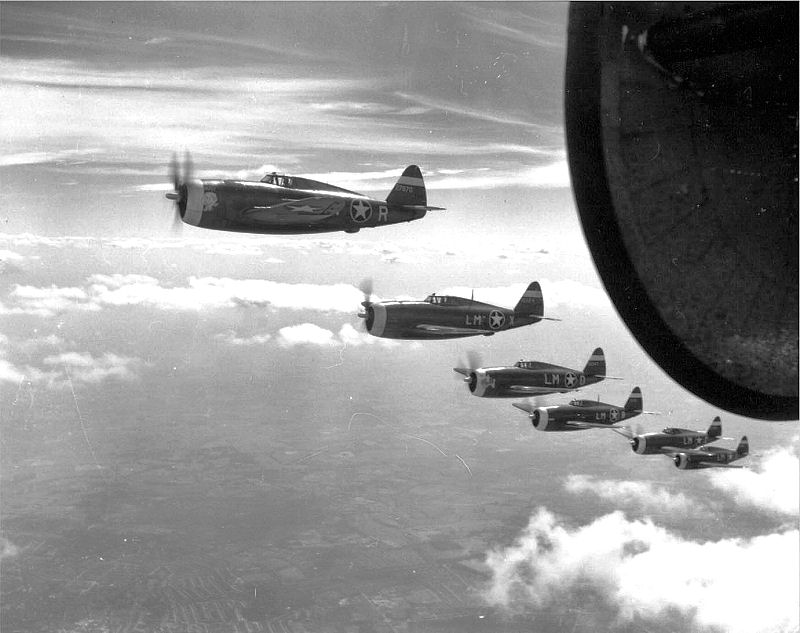
Amerikanska P-47 Thunderbolt tillhörande 56th Fighter Group under ett eskortuppdrag år 1943.